# Parkany hokejowe

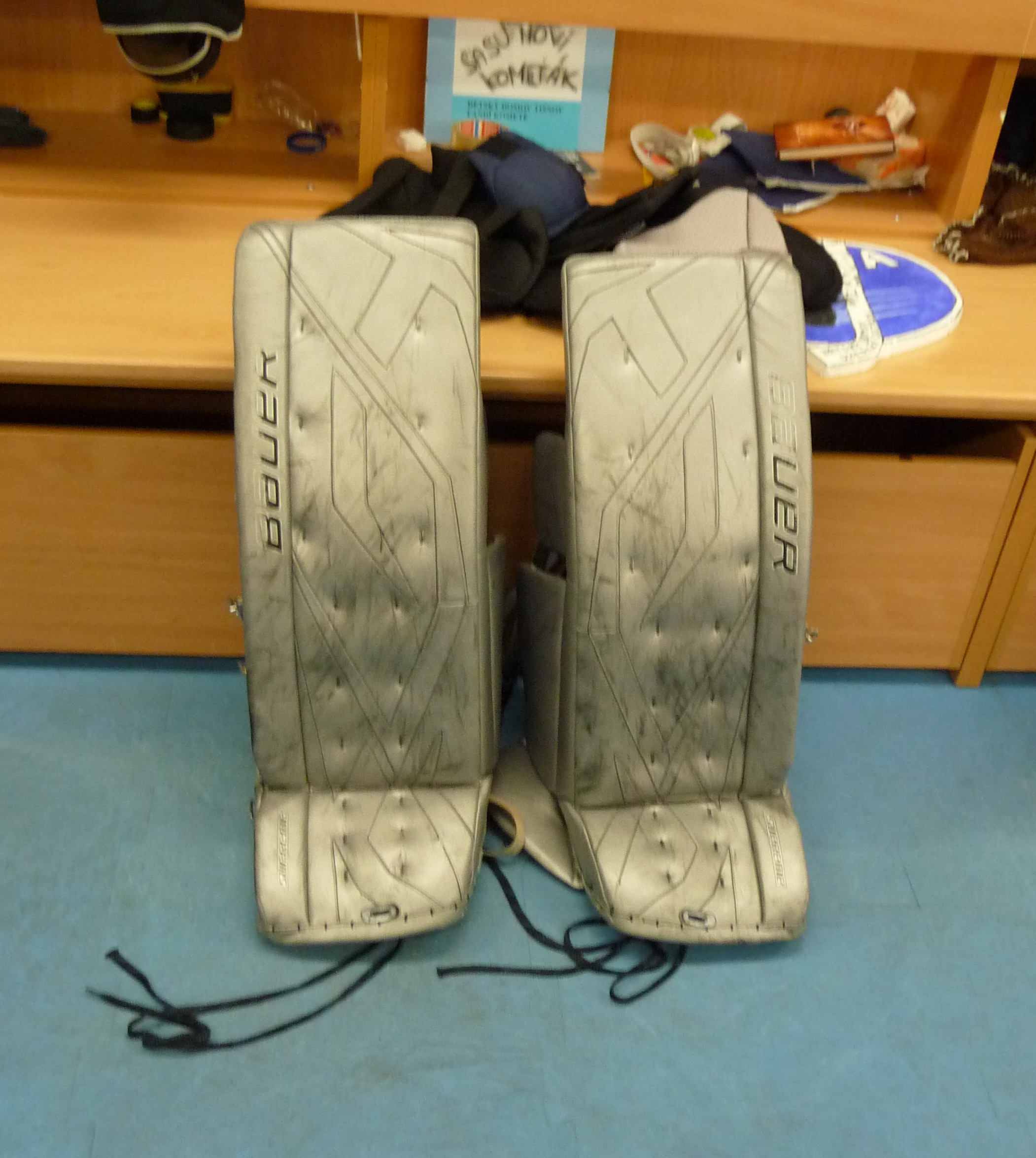

Parkany hokejowe – element wyposażenia bramkarza hokejowego. Są rodzajem ochraniacza na nogi, amortyzującego uderzenia krążka.